# パシフィックネーションズカップ2016
パシフィックネーションズカップ2016（2016 Pacific Nations Cup、2016 PNC）は、ワールドラグビー主催による「ワールドラグビー パシフィックネーションズカップ（PNC）」11回目の大会である。ラグビーワールドカップ2019「オセアニア地区予選」を兼ねた。

## 概要
2016年7月11日～25日開催。フィジーが3回目、2年連続で優勝した。
今大会と翌2017年大会の結果を合わせ、その総合順位で上位2チームがワールドカップ2019（東京大会）への出場権を得る。3位チームは、敗者復活ヨーロッパ・オセアニアプレーオフに進む。すでにワールドカップ出場権を持つ日本と、アメリカ地区予選をひかえたアメリカとカナダは、今大会に参加していない。

## 戦績
出典
勝ち点は、勝利4、引き分け2、敗戦0。さらに「4トライ以上獲得」「7点差以内で敗戦」の場合に、それぞれボーナスポイント1が勝ち点に加わる。

### 2016年大会結果
| 順位 | 国       | 試合数 | 勝 | 分 | 敗 | 得点 | 失点 | 得失点差 | 4トライ以上 BP | 7点差以内 BP | 勝ち点 |
| ---- | -------- | ------ | -- | -- | -- | ---- | ---- | -------- | -------------- | ------------ | ------ |
| 1    | フィジー | 2      | 2  | 0  | 0  | 49   | 34   | +15      | 0              | 0            | 8      |
| 2    | サモア   | 2      | 1  | 0  | 1  | 46   | 36   | +10      | 0              | 0            | 4      |
| 3    | トンガ   | 2      | 0  | 0  | 2  | 28   | 53   | –25      | 0              | 1            | 1      |

翌2017年大会の結果と合わせて総合順位が決まり、上位2国がワールドカップ2019への出場権を得る。

## 対戦詳細

### Round 1
| 2016年6月11日 15:00 FJT (UTC+12) | フィジー                                                                                                  | 23–18    | トンガ                                                                                        | ANZ国立スタジアム, スバ, フィジー 観客数: 2,000人 レフリー: ナイジェル・オーウェンズ (ウェールズ) |
| 2016年6月11日 15:00 FJT (UTC+12) | トライ: ヴォラヴォラ 45' c ソンゲタ 50' m Radrodro 74' m コンバート: Bai (1/3) 46' PK: Bai (2/2) 58', 71' | レポート | トライ: Iongi 27' c タクルア 30' m コンバート: タクルア (1/2) 28' PK: タクルア (2/2) 20', 56' | ANZ国立スタジアム, スバ, フィジー 観客数: 2,000人 レフリー: ナイジェル・オーウェンズ (ウェールズ) |

特記事項:
- レフリーのナイジェル・オーウェンズは通算71試合目。ジョナサン・カプランの2013年の記録（70試合）を上回った。

### Round 2
| 2016年6月18日 15:00 FJT (UTC+12) | フィジー                                                                                           | 26–16    | サモア                                                                        | ANZ国立スタジアム, スバ, フィジー 観客数: 2,063人 レフリー: George Clancy (アイルランド) |
| 2016年6月18日 15:00 FJT (UTC+12) | トライ: コト 39' c オズボーン 77' c コンバート: Bai (2/2) 40', 78' PK: Bai (4/4) 2', 41', 46', 62' | レポート | トライ: マトゥウ 33' c コンバート: ピシ (1/1) 34' PK: ピシ (3/4) 6', 22', 27' | ANZ国立スタジアム, スバ, フィジー 観客数: 2,063人 レフリー: George Clancy (アイルランド) |

### Round 3
| 2016年6月25日 15:00 WST (UTC+13) | サモア | 30–10    | トンガ                                                                    | アピア・パーク, アピア, サモア 観客数: 5,500人 レフリー: パスカル・ガウゼル (フランス) |
| 2016年6月25日 15:00 WST (UTC+13) | トライ: PT 7' c Lepa 11' c Tusitala 77' c コンバート: Fa'apale (2/2) 9', 11' Leuila (1/1) 78' PK: Fa'apale (3/5) 16', 29', 33' | レポート | トライ: Fonua 61' c コンバート: タクルア (1/1) 61' PK: タクルア (1/2) 13' | アピア・パーク, アピア, サモア 観客数: 5,500人 レフリー: パスカル・ガウゼル (フランス) |